# Fredrik Becklén
Nils Gustaf Fredrik Becklén, född 9 september 1957 i Engelbrekts församling, Stockholm, är en svensk filmregissör och barnskådespelare.
Becklén spelade huvudrollen som Hugo i Kjell Gredes långfilm  Hugo och Josefin (1967). Han utbildade sig till regissör vid Dramatiska Institutet och har regisserat filmerna Blomsterbudet (1984) och Hockeybilder (1987).

## Filmografi

### Klippning
- 1987 – Stockholmsnatt

### Manus
- 1984 – Blomsterbudet
- 1987 – Hockeybilder

### Regi
- 1984 – Blomsterbudet
- 1987 – Hockeybilder

### Roller
- 1967 – Hugo och Josefin
- 1969 – Hur Marie träffade Fredrik, åsnan Rebus, kängurun Ploj och...